# Hotel Del Monte

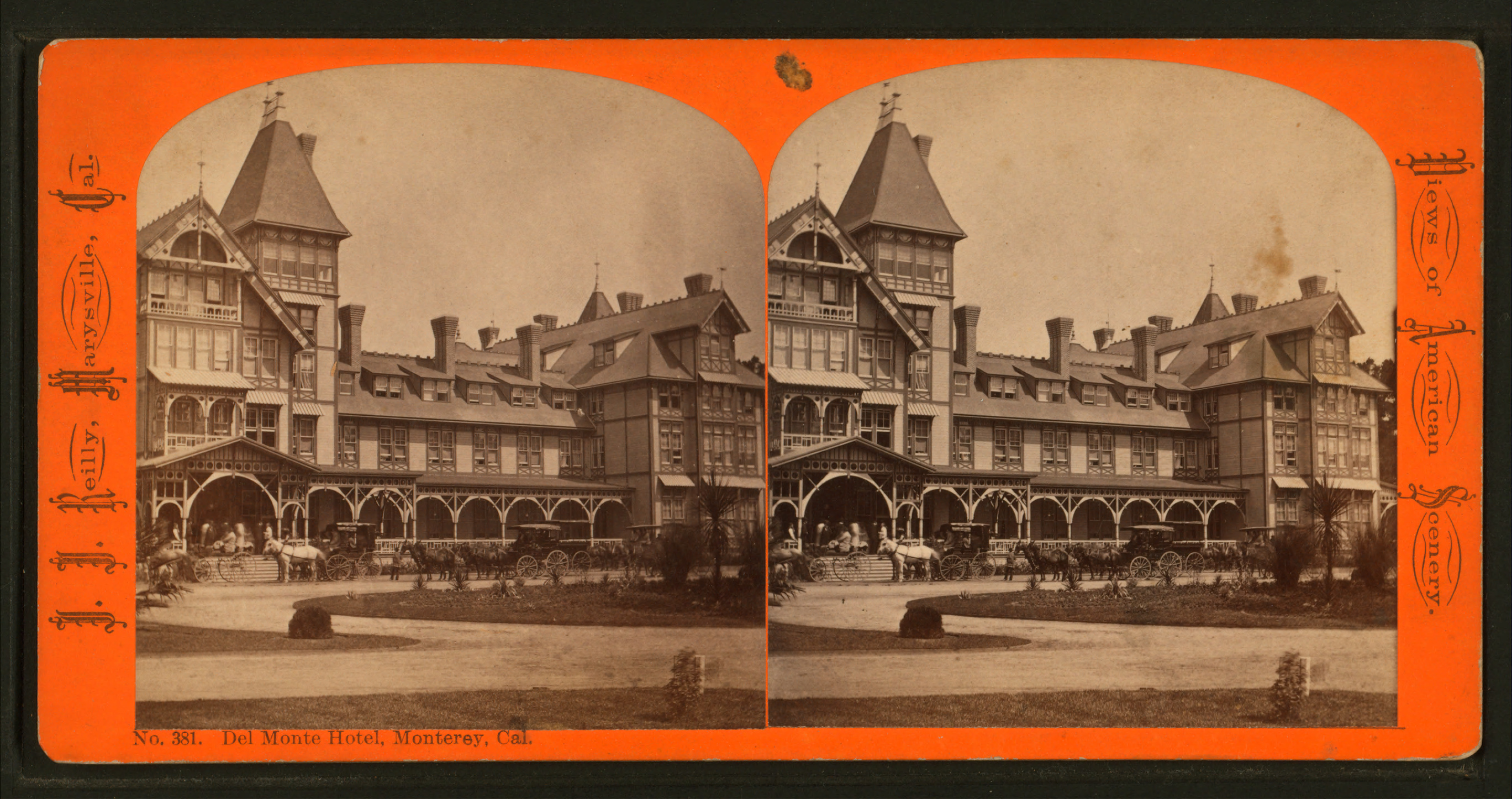
Stereofoto van het oorspronkelijke Hotel Del Monte in de jaren 1880.

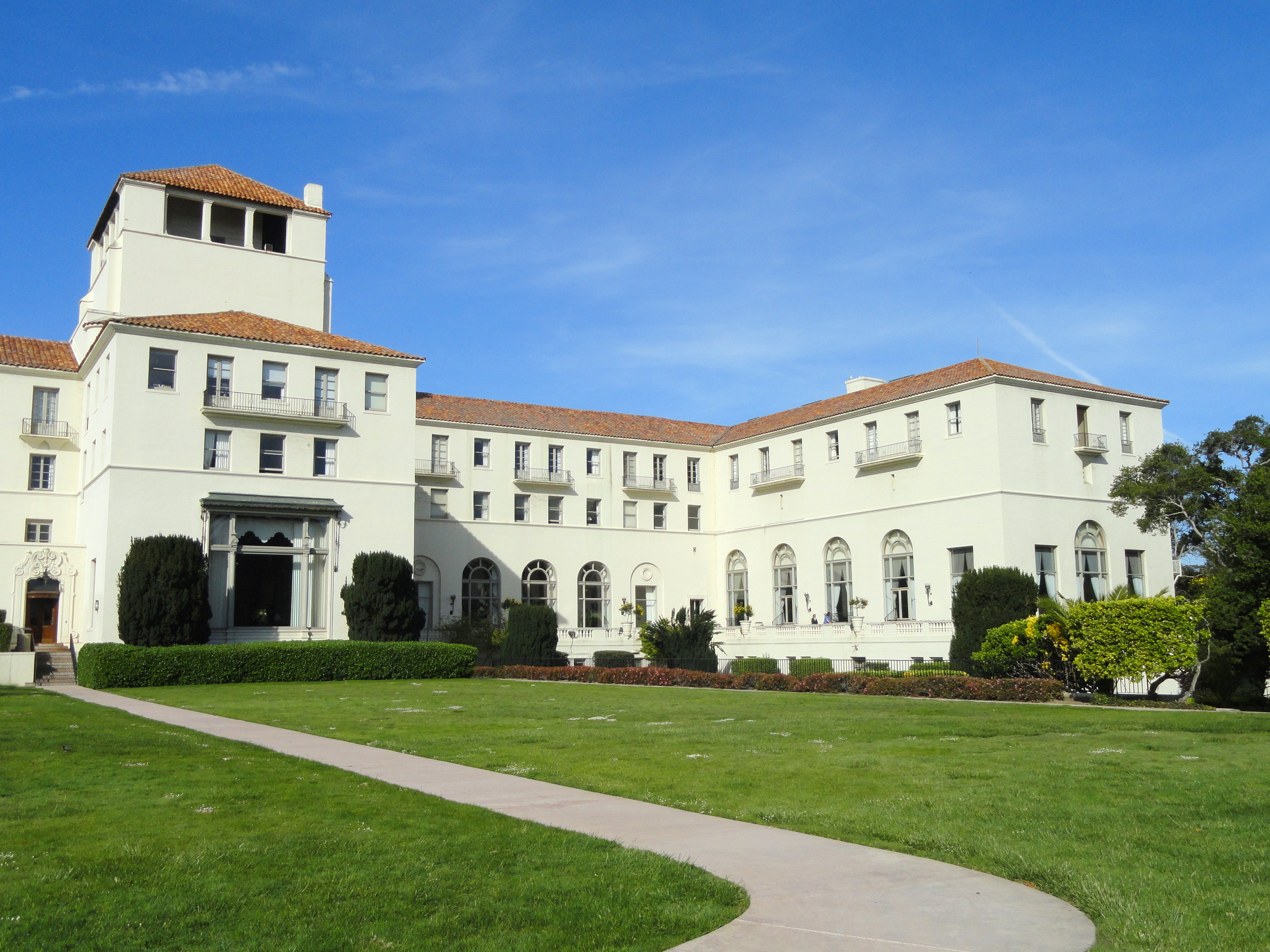
Herrmann Hall op de campus van de Naval Postgraduate School.

Hotel Del Monte was een groot luxehotel in Monterey, in de Amerikaanse staat Californië. Het opende in 1880 en stond bekend als een van Amerika's meest voorname resorts. Het eerste gebouw werd in 1887 vernietigd en werd snel vervangen. In 1906 werd het beschadigd door de aardbeving van San Francisco en in 1924 brandde het hotel af. Het huidige bouwwerk dateert uit 1926 en is een ontwerp van Lewis P. Hobart en Clarence A. Tantau.
Tijdens de Tweede Wereldoorlog werd het gebouw aan de Amerikaanse marine geleased. In 1947 kocht de marine het gebouw en de omliggende gronden en sinds 1951 huisvest het de Naval Postgraduate School. Het heet nu Herrmann Hall en dient als kantoorgebouw en hotel voor gasten aan de universiteit (Navy Gateway Inns and Suites).
De voedingsmultinationals Del Monte Foods en Fresh Del Monte Produce hebben hun naam te danken aan het hotel. Het begon als een koffiemerk dat een bedrijf uit Oakland speciaal voor het hotel op de markt had gebracht. Na 1892 werd het merk ook gebruikt voor andere producten, zoals fruit in blik.